# فيسنتي كالديرون
فيسنتي كالديرون (بالإسبانية: Vicente Calderón Pérez-Cavada)‏ هو رائد أعمال وشخصية أعمال إسباني، ولد في 27 مايو 1913 في توريلافيجا في إسبانيا، وتوفي في 24 مارس 1987 في مدريد في إسبانيا بسبب مرض قلبي وعائي.